# Aglae Doria
Aglae Doria (Venezia, 26 ottobre 1893 – Padova, 8 agosto 1965) è stato un calciatore italiano, di ruolo portiere.

## Carriera
Gioca con il Padova una stagione  in Prima Categoria disputando in totale 14 partite. Debutta il 5 aprile 1914 in Hellas Verona-Padova (3-3). Gioca la sua ultima partita con i biancoscudati il 6 dicembre 1914 nel derby Petrarca-Padova (3-2).